# Viktor Weigelt
Viktor Weigelt (* 23. September 1878 in Steinach; † 14. Oktober 1946 ebenda) war ein deutscher Politiker (SPD).

## Leben und Beruf
Viktor Weigelt wurde am 23. September 1878 als Sohn eines Griffelmachers in Steinach geboren. Nach dem Schulbesuch und einer abgeschlossenen Lehre arbeitete er als Kleinhändler. Von 1911 bis 1918 wirkte er als Selterswasserfabrikant in Steinach und von 1919 bis 1920 in gleicher Funktion in Saalfeld. Später war er erneut in Steinach tätig.

## Politik
Weigelt trat während der Zeit des Deutschen Kaiserreiches in die Sozialdemokratische Partei Deutschlands (SPD) ein. Er war von 1911 bis 1918 Landtagsabgeordneter im Landtag vom Herzogtum Sachsen-Meiningen und nach der Novemberrevolution von 1919 bis 1920 Landtagsabgeordneter im Freistaat Sachsen-Meiningen.